# Devítiobloukový most (Milltown)
Devítiobloukový most (anglicky Nine Arches Bridge) je neformální název viaduktu přes řeku Dodder v Milltownu v Dublinu v Irsku. Přes most jezdí tramvajová dráha Luas Green Line. Pro pěší není přístupný.

## Historie
Most byl dokončen v roce 1854 pro železniční trať na Harcourt Street (Harcourt Street railway line). Trať byla uzavřena 31. prosince 1958 a most zůstal více než 40 let opuštěný, dokud se nezačala stavět tramvajová dráha Luas. Po stranách mostu byla namontována zábradlí a bylo přidáno nadzemní vedení pro tramvaje. Most byl poprvé zkušebně použit v únoru 2004 a oficiálně byl znovu otevřen 30. června 2004.